# شهيق
الشهيق هو عملية دخول الهواء من الجو الخارجي ثم يمر عبر القنوات الهوائية في الجهاز التنفسي حتى يصل إلى الأسناخ الرئوية (الحويصلات الهوائية) الموجودة في الرئتين.
يمتاز هواء الشهيق بأنه غني بغاز الأكسجين، علماً أن هذا الغاز تحتاجه الخلايا في التنفس الداخلي لإنتاج أدينوسين ثلاثي الفوسفات.
تعتبر عملية الشهيق معاكسة لعملية الزفير، و تعمل هاتان الآليتان معاً للحفاظ على الاتزان الداخلي للجسم.
كما أن محيط الصدر خلال الشَّهيق أكبر.

## آلية عمل الشَّهيق
عند حدوث الشهيق تنقبض عضلة الحجاب الحاجز دافعةً الرئتين للاتساع من الأعلى للأسفل، كما تنقبض عضلات الضلوع دافعةً الرئتين للاتساع من الأمام إلى الخلف، هاتان الحركتان تعملان معاً على زيادة حجم الرئتين فيقل ضغط الهواء فيهما، مما يؤدي لحدوث فرق بالضغط بين الضغط الجوي و ضغط الهواء في الرئتين فيندفع الهواء نحو الرئتين.